# Tanvi Ganesh Lonkar
Tanvi Ganesh Lonkar (Marathi: तन्वी गणेश लोणकर), née le 5 mars 1995, est une actrice indienne mise en lumière en 2008 pour son rôle de Latika à l'adolescence, un personnage du film oscarisé Slumdog Millionaire. Pour ce rôle, Tanvi Ganesh Lonkar a reçu un prix de la 15e Screen Actors Guild.
Lonkar vit à Mumbai, Maharashtra, en Inde avec ses parents, Ganesh et Sharmila, et sa jeune sœur Janhavi. Elle parle le marathi, l'hindi et l'anglais couramment. Elle vit à Goregaon, une banlieue très éloignées de Mumbai, et fait ses études dans la SVKM International School. Sa mère Sharmila travaille comme technicienne dans l'hôpital Hinduja, tandis que son père Ganesh travaille pour l'Union Bank of India.
Lonkar a été choisi pour le rôle de la jeune Latika quand son oncle, une connaissance du coréalisateur de Slumdog Millionaire, Loveleen Tandan, l'a encouragée à aller à une audition, mais la scène pour laquelle elle a été auditionnée a finalement été coupée.
Toutefois, lorsque Lonkar fait part au directeur de sa capacité par rapport à la danse classique indienne, Tandan a suggéré qu'elle auditionne pour le rôle de l'adolescente Latika.